# Burgk (Schleiz)
Burgk – dzielnica miasta Schleiz w Niemczech, w kraju związkowym Turyngia, w powiecie Saale-Orla. Do 30 grudnia 2019 samodzielna gmina, której niektóre zadania administracyjne realizowane były przez gminę Remptendorf. Remptendorf pełniła rolę "gminy realizującej" (niem. "erfüllende Gemeinde").